# オリヴィエ (パンティエーヴル伯)
オリヴィエ・ド・シャティヨン（Olivier de Châtillon, 1387年ごろ - 1433年9月28日）は、パンティエーヴル伯およびアヴェーヌ領主（在位：1404年 - 1433年）。

## 生涯
オリヴィエは、パンティエーヴル伯ジャン1世とマルグリット・ド・クリッソンの長男で相続人であり、ブルターニュ女公ジャンヌとその夫シャルル・ド・ブロワの孫でもあったため、パンティエーヴル家におけるブルターニュ公位の継承者であった。1411年、オリヴィエはブルゴーニュ公ジャン無畏公の娘イザベルと結婚していたにもかかわらず、アルマニャック派に加わり、アルマニャック＝ブルゴーニュ内戦に参加した。アルマニャック派の立場で、1412年のブールジュ包囲戦ではルイ2世・ダンジューと共に戦った。
1381年に父ジャン1世と祖母ジャンヌがブルターニュに対する権利を放棄していたにもかかわらず、母マルグリットとオリヴィエおよびその弟シャルル・ド・アヴォーグルはブルターニュ公領を奪取しようと企んだ。1420年、オリヴィエらはブルターニュ公ジャン5世をシャントソーのパーティに招待し、ジャン5世を捕らえて公位を放棄しなければ殺すと脅した。フランス王太子で摂政であったシャルルは、フランス内外からの抗議にもかかわらず、事態の進行を許した。5か月間ジャン5世を拘束した後、オリヴィエの弟のジャン・ド・レーグル、ブルターニュ女公ジャンヌ、ブルターニュ貴族は1421年2月にジャン5世の解放を交渉した。
捕虜の間に交わされた協定を破り、ジャン5世はブルターニュの議会を召集し、オリヴィエに死刑を宣告し、ブルターニュの領地をすべて没収するよう説得した。オリヴィエはまずリモージュに、次いでエノーのアヴェーヌに退却した。そこで、キエヴラン領主シモン4世・ド・ラライン（1467年没）の娘ジャンヌと再婚した。オリヴィエは1433年にアヴェーヌにおいて嗣子を残さずに死去し、弟のジャンが跡を継いだ。

## 結婚
オリヴィエは1406年7月22日に、アラスでブルゴーニュ公ジャン無畏公の娘イザベルと最初に結婚した。イザベルは1412年に12歳で子供を残さずに亡くなった。
1428年、オリヴィエはキエヴラン領主シモン4世・ド・ラランの娘ジャンヌ・ド・ラランと2度目に結婚した。ジャンヌは1467年に子供を残さずに亡くなった。